# Les Chaloignes
Les Chaloignes sont un site préhistorique de plein-air situé sur la commune de Mozé-sur-Louet, en Maine-et-Loire. L’occupation principale est attribuée à l’Azilien (culture de l'Épipaléolithique), probablement durant la période climatique de l’Alleröd,. Une habitation du second âge du fer occupait aussi ces vallons. Ce site a été découvert en août 1998 lors des travaux d’archéologie préventive réalisés par l’AFAN avant la construction de l’autoroute A87. Il a ensuite été fouillé en 1999 durant plus de six mois sous la direction de Grégor Marchand.

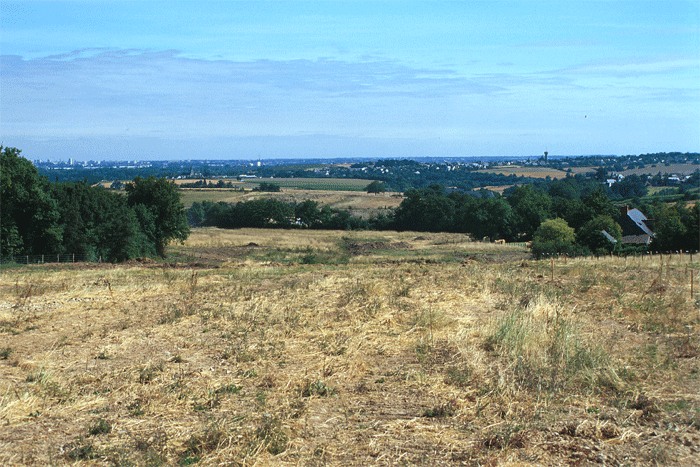
La cuvette des Chaloignes (vue du sud)

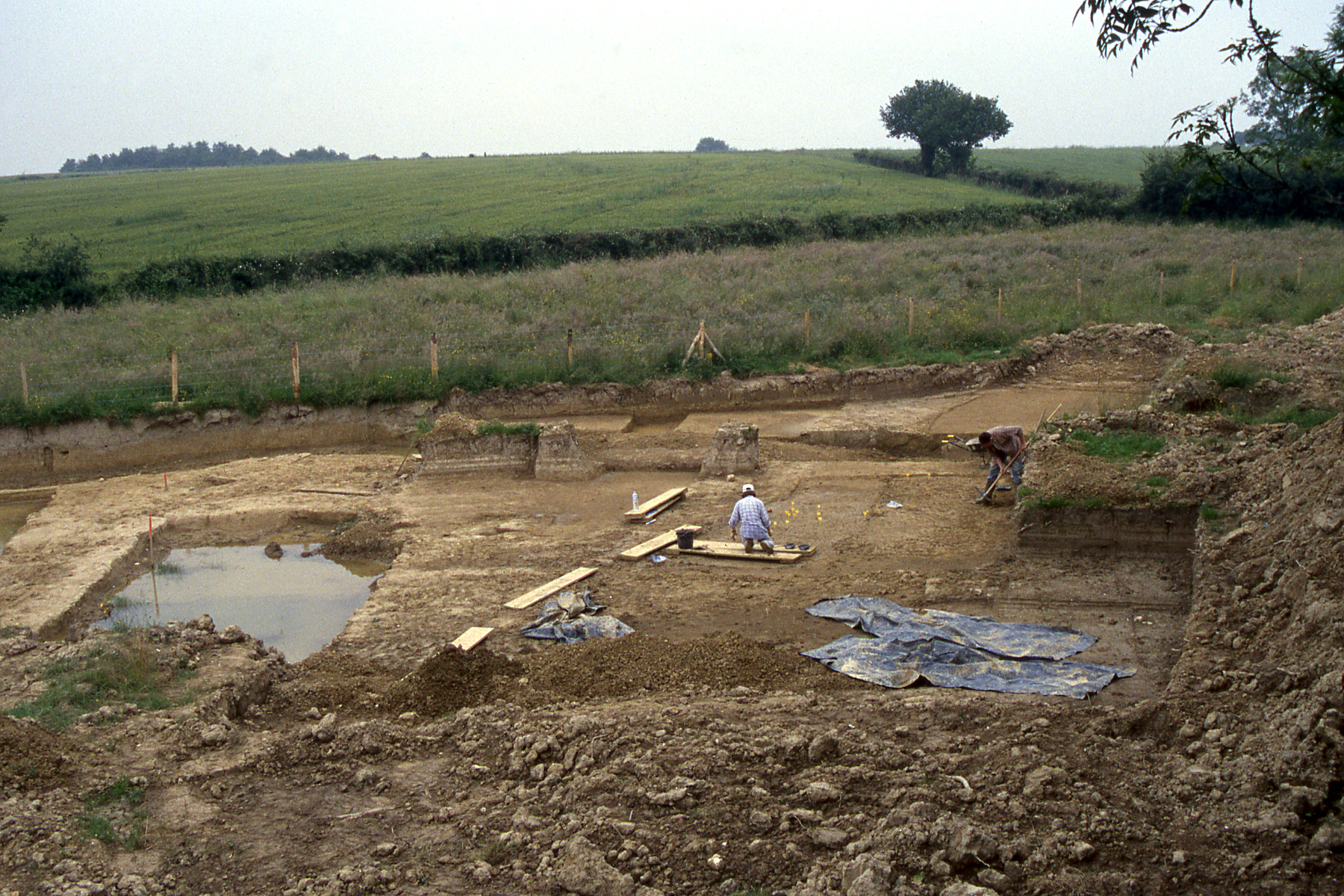
Vue partielle du site azilien des Chaloignes en 1999

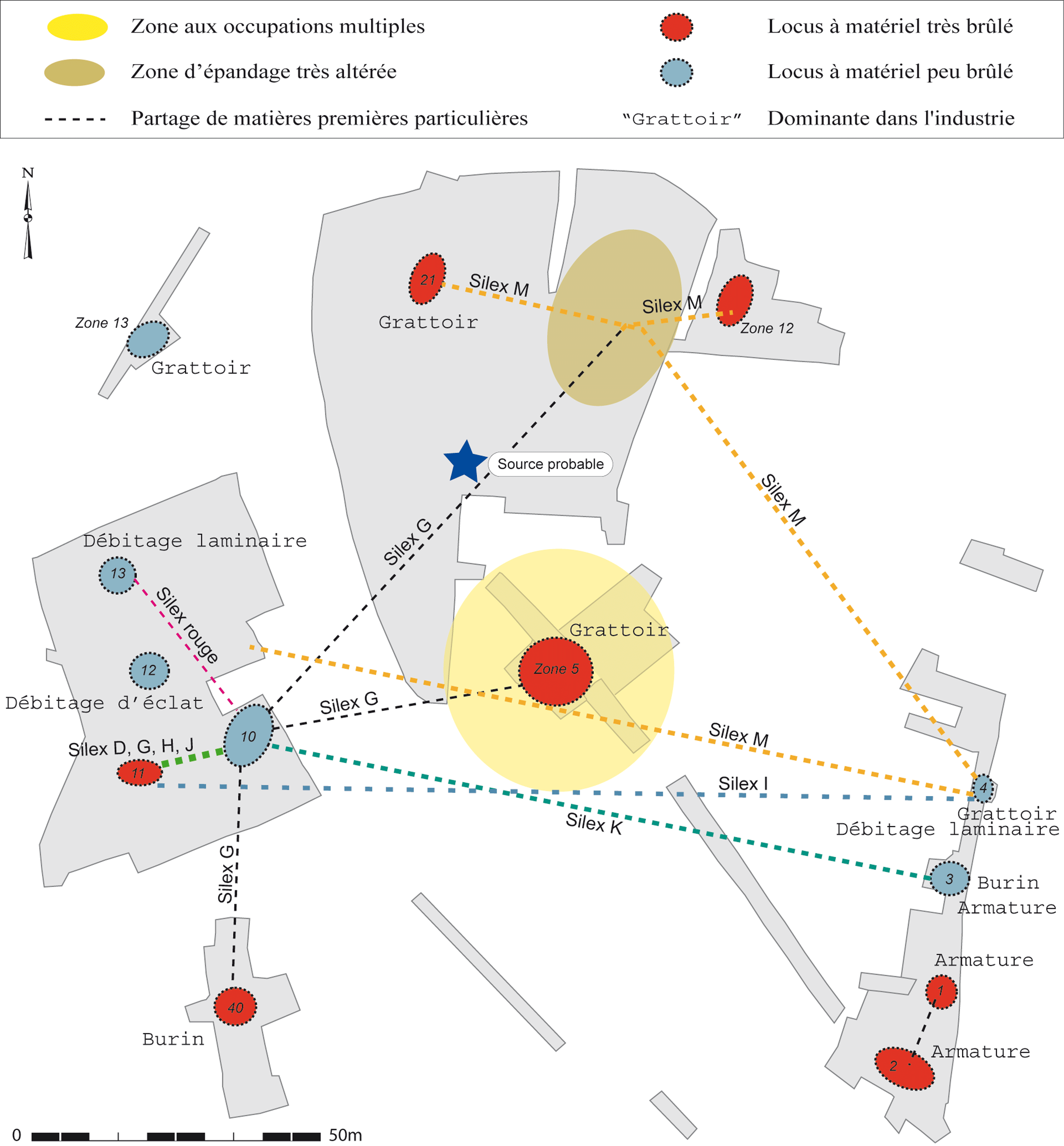
Plan de synthèse des occupations aziliennnes des Chaloignes

## Situation
Le site des Chaloignes occupe une position intermédiaire entre la rive gauche de la Loire et le sommet du versant sud de l’Aubance. Abritée des vents et disposant d’une source, la « cuvette » des Chaloignes devait offrir quelques commodités à des groupes de chasseurs-cueilleurs nomades exploitant ce versant de la Loire, avec peut-être un couvert arboré plus développé que la steppe à Poacées décrites dans l’Ouest par les analyses palynologiques. Trois talwegs de faible importance convergent dans cette « cuvette », fermée par un étroit émissaire lié à un filon de quartz. Cette disposition naturelle a favorisé la conservation des niveaux tardiglaciaires, soit sous un niveau d’habitat de La Tène finale, soit sous la seule terre végétale.

## Historique
La découverte de l’habitat préhistorique et protohistorique des Chaloignes a eu lieu lors des travaux archéologiques préalables à la construction de l’autoroute Angers / La Roche-sur-Yon (A87), en août 1998. Après les prospections à la pelle mécanique, puis une évaluation du site à l’aide de tranchées complémentaires, la fouille a été réalisée du 1 avril au 30 septembre 1999, sur une surface de 9 200 m2, avec une équipe d’une quinzaine de salariés de l’A.F.A.N sous la direction de Grégor Marchand, avec Sandra Sicard et Sylvie Raimbault comme responsables de secteur. Cette fouille a permis pour la première fois de définir un habitat complexe du Paléolithique final sur le Massif armoricain.

## Description
Les silex taillés attribués à l’Azilien gisent au sein de dix locus homogènes, de deux zones homogènes mais aux contours mal définis et de deux zones à forte composante azilienne mais à intrusions postérieures. Il y a également un locus daté du Néolithique final (locus 31). 
Les unités spatiales aziliennes couvrent de 25 à 70 m. Aucun aménagement, aucun foyer, aucune zone rubéfiée, aucun effet de paroi n’ont été découverts dans ces campements, ce qui est peut-être lié aux pratiques de mobilité intenses. La conservation des matières végétales est compromise par l’acidité des sols du Massif armoricain, hormis dans des milieux anaérobies.
Le locus 11 est le seul à avoir livré les galets gravés de fines stries parallèles. Ils sont tous trois en position stratigraphique claire, permettant sans aucun doute de les associer à l’occupation azilienne. Ils illustrent l’existence d’autres préoccupations que les activités de taille et confèrent au locus 11 une autre dimension que celle spécifiquement économique.

## Une industrie lithique azilienne
L’acquisition du silex sur les sources les plus proches a été la solution la plus couramment adoptée par les tailleurs des Chaloignes. Il s’agit pour l’essentiel de galets de terrasses de la Loire, dont les plus proches se trouvent à moins de deux kilomètres de distance. Mais on observe également des matières à cortex non roulé qui proviennent des bassins sédimentaires, en proportions variables sur les locus. La bordure du Massif armoricain n’est qu’à dix kilomètres à l’est ; les formations calcaires de l’ère secondaire sont à vingt kilomètres. L’ocre utilisée sous forme de « crayon » pour des usages inconnus a été glanée sur les formations de grès armoricain, à une dizaine de kilomètres au nord du site, peut-être sous l’actuelle ville d’Angers ou plus au nord sur la bordure du Massif armoricain.
Les objectifs du débitage sont doubles : d’une part, de petits supports laminaires rectilignes à destination des armatures, d’autre part des éclats courts dont l’épaisseur est constante, pour les grattoirs. La mise en forme des blocs est assurée sans crête, au moyen des nervures naturelles des galets de la Loire. Le débitage est conduit à l’aide d’un percuteur de pierre dure, avec une faible préparation des plans de frappe. La table laminaire est généralement implantée dans le sens longitudinal du bloc, sans traces de mise en forme des blocs avant ou pendant le débitage.
Le débitage est majoritairement bipolaire. Monopointes asymétriques à dos courbe (dites pointes aziliennes), très rares lamelles à dos, burins sur troncature ou sur cassure, grattoirs unguiformes ou sur bout de lame, sont les principaux outils aménagés de l’Azilien des Chaloignes. Cette industrie offre suffisamment d’arguments pour s’intégrer dans une phase récente de l’Azilien, soit la phase à monopointes précédent le Laborien. Les comparaisons les plus évidentes se font avec les niveaux 3 et 3A de Pont-d’Ambon (Dordogne), le niveau 3b du Bois-Ragot (Vienne) et le niveau supérieur du Closeau dans les Hauts-de-Seine). Les datations par le radiocarbone ayant failli, il est possible de placer par analogie ces occupations au Tardiglaciaire, à la fin de l’interstade Alleröd (autour de 13 000 ans avant le présent, soit 11000 av. J.-C.).
Les analyses intra-locus peinent à révéler l’organisation spatiale ; l’enregistrement sédimentaire assez faible et les bioturbations ont pu démanteler les discrets signaux d’organisation spatiale. L’ensemble des types d’outils est présent sur tous les locus. L’analyse fonctionnelle (tracéologie) menée par S. Philibert (CNRS) a permis de montrer que, hormis les activités de chasse dont témoignent indirectement les armatures, les processus techniques identifiés se rapportent essentiellement au travail de la peau et du bois. Une large part des produits lithiques obtenus est abandonnée sur place, sans avoir servi.
Le site azilien des Chaloignes est une des principales références pour les habitats attribués à l’Azilien durant l'Épipaléolithique en France. Il est désormais totalement enseveli par l’autoroute A87.